# Ditherington Flax Mill
Ditherington Flax Mill, en linnefabrik i Ditherington, en förort till Shrewsbury, England, är den äldsta byggnaden med stålskelett (dock med balkar av gjutjärn) i världen. Som sådan har den betraktats som “skyskrapornas förfader”, trots att den inte är högre än ett modernt femvåningshus. Dess betydelse uppmärksammades officiellt på 1950-talet, då den blev första gradens engelska byggnadsminne. Lokalt kallas byggnaden också ”Maltings”, från dess senare användning som mälteri.
Byggnaden står tom och förvaltas av English Heritage. Planer på att konvertera byggnadens lokaler till bostäder, kontor och butiker godkändes i oktober 2010.
Arkitekt var Charles Bage, som inspirerad av William Strutts arbeten, använde en stålskelettskonstruktion när han ritade byggnaden. Byggnaden uppfördes mellan 1796 och 1797, till en total kostnad av 17 000 pund.
Dess konstruktion löste effektivt stora delar av problemet med brandrisken kopplad till industriell linbearbetning. Luften blir nämligen antändlig då den blir fylld av linets fibrer. Lösningen var att använda sig av brandsäkra kolonner och balkar av gjutjärn, ett system som senare utvecklades till det moderna stålskelett som möjliggjort skyskrapor.
Fabriken byggdes på beställning av John Marshall, Thomas Benyon och Benjamin Benyon. Arkitekten, Bage, deltog också i investeringen. Samarbetet upplöstes 1804, och fabriken förvärvades helt av John Marshall som köpte ut de andra ägarna för 64 000 pund, enligt samtida värdering. De f.d. ägarna byggde istället Castlefields Mill i närheten.
De två linnefabrikerna blev Shrewsburys huvudnäring. Ditherington Flax Mill stängdes 1886 och såldes för bara 3000 pund. Byggnaden konverterades till ett mälteri och som följd av detta murades många av fönstren igen.